# Тамбовская область в Великой Отечественной войне
В годы Великой Отечественной войны территория Тамбовской области не была оккупирована, но являлась прифронтовой зоной.

## Военный аспект
За годы войны в ряды вооружённых сил было призвано 418 564 жителя края (из них 9185 женщин). Большая часть призванных, соответственно, 220 тыс. и 110 тыс., пришлась на 1941 и 1942 годы. Около 250 тысяч выходцев из Тамбовской области (почти 60 %) погибло в боях и пропало без вести. Основная часть безвозвратных потерь – до 70 %, пришлась на 1941–1942 годы. Помимо частей армии и флота, уроженцы региона служили в отрядах народного ополчения и групп самообороны. К октябрю 1941 года их численность достигла соответственно 24 662 и 112 010 человек. 42 821 представителей региона награждены орденами, 62 454 – медалями, 200 удостоились иностранных наград. Около 400 стали Героями Советского Союза.
В связи с максимальным приближением линии фронта к границам Тамбовской области и возникновением угрозы вражеской оккупации, на её территории были созданы партизанские и разведывательно-диверсионные школы и группы, которые были укомплектованы представителями партийно-советского звена, а также истребительные отряды для борьбы с немецкими агентами разведки и диверсантами. К октябрю 1942 года на территории края было сформировано 48 подпольных партийных диверсионных групп, в которых числилось 216 коммунистов и комсомольцев. Однако немецкие войска не прошли на Тамбовщину, и эти группы были расформированы. 
Хоть вермахту не удалось пробиться в регион, но Тамбовщина пострадала от вражеских авиаударов. В 1941–1943 годах бомбардировкам регулярно подвергались крупные промышленные центры и железнодорожные узлы области: Тамбов, Мичуринск, Котовск, Кочетовка.

## Состояние хозяйства
С первых дней войны в связи с мобилизацией на фронт военнообязанных остро встала проблема обеспечения предприятий области рабочей силой. Так, к концу 1941 года численность рабочих на Тамбовском вагоноремонтном заводе и Мичуринском паровозоремонтном заводе составляла около 70 % от довоенной. Проблема была решена за счёт возвращения на производство рабочих пенсионного возраста, мобилизации на предприятия негодных к воинской службе, женщин и подростков. Последние две группы составили основу рабочих. Осенью 1945 года 57 % занятых в промышленности Тамбовской области и около 50 % на транспорте были женщинами.
Сильно пострадало от войны сельское хозяйство региона, которое эксплуатировалась для нужд фронта. Также как и промышленность, тамбовские колхозы столкнулись с нехваткой рабочих рук.

## Тыловые работы
В 1941 году за пределы области на строительство укрепрайонов и промышленные объекты было отправлено свыше 120 000 человек, в 1942–1943 – почти 150 000. С весны 1942 года жители региона принимали участие в восстановлении районов, освобождённых от немецкой оккупации. В
1943 году в порядке мобилизации на подобные работы было направлено около 2500 работников партийно-советского звена и специалистов народного хозяйства.
Помимо того, руководству области пришлось решать сложную задачу по размещению на территории края эвакуированных и беженцев, устройству сирот, поддержанию семей фронтовиков. За 1941–1942 годы в край бежало около 200 тыс. человек.